# Glamorous (bài hát của Fergie)
"Glamorous" là bài hát của nữ ca sĩ rapper người Mỹ Fergie trong album phòng thu đầu tay của cô, The Dutchess (2006). Ca khúc còn có sự góp giọng của rapper người Mỹ Ludacris. Nó được phát hành như đĩa đơn thứ ba của The Dutchess trên toàn cầu ngoại trừ Anh là đĩa đơn thứ hai. Ca khúc được phát sóng trực tiếp trên radio vào ngày 23 tháng 1 năm 2007 và Rhythmic radio vào ngày 20 tháng 2 năm 2007 tại Mỹ, thông qua A&M Records, cùng với will.i.am Music Group và Interscope Records.
Ca khúc được viết bởi Fergie, Ludacris, will.i.am, Elvis Williams và Polow da Don; và cũng đồng sản xuất sau đó. "Glamorous" mang âm hưởng R&B với giai điệu chậm hơn so với album đĩa đơn trước. Lời bài hát nói về chính kiên định trước sự thành công và dư luận. "Glamorous" nhận được nhiều đánh giá tích cực từ những nhà phê bình âm nhạc như bài hát mượt mà giống như những ca khúc "Luxurious" (2005) của Gwen Stefani, "Jenny from the Block" (2002) của Jennifer Lopez và "Material Girl" (1985) của Madonna.
Ca khúc đạt được thành công trên toàn cầu, nằm trong top 10 tại nhiều quốc gia như Úc, Cộng hòa Ireland và Anh. "Glamorous" đạt vị trí hạng nhất trên Billboard Hot 100 và trở thành ca khúc thứ hai đạt hạng nhất của Fergie với vai trò nghệ sĩ solo. Ca khúc còn trở thành một trong ba bài hát bán chạy nhất ở Mỹ, tích lũy doanh số hơn ba triệu bản tính đến tháng 8 năm 2012, và giành hai chứng nhận bạch kim của Hiệp hội Công nghiệp ghi âm Hoa Kỳ (RIAA). Video ca nhạc "Glamorous" thể hiện Fergie là một nữ diễn viên thành công và còn trẻ và hồi tưởng về quá khứ của cô. "Glamorous" còn là nhạc nền trong trò chơi Grand Theft Auto V. Bài hát còn là cảm hứng của Jack Harlow trong đĩa đơn "First Class" năm 2022, đồng thời nó cũng đạt vị trí cao nhất tại Billboard Hot 100.

## Danh sách bài hát
- Đĩa đơn CD tại Anh

1. "Glamorous" (phiên bản album) – 4:07
2. "True" (Spandau Ballet cover) – 3:45

- Châu Âu CD1

1. "Glamorous" (phiên bản album) – 4:08
2. "Glamorous" (Space Cowboy Remix) – 4:37

- Châu Âu CD2 & đĩa đơn CD tại Úc

1. "Glamorous" (phiên bản album) – 4:08
2. "Glamorous" (Space Cowboy Remix) – 4:37
3. "True" (Spandau Ballet cover) – 3:48
4. "Glamorous" (music video) – 4:10

## Bảng xếp hạng
| Bảng xếp hang (2007)                     | Vị trí cao nhất |
| ---------------------------------------- | --------------- |
| Úc (ARIA)                                | 2               |
| Áo (Ö3 Austria Top 40)                   | 25              |
| Bỉ (Ultratop 50 Flanders)                | 14              |
| Bỉ (Ultratop 50 Wallonia)                | 19              |
| Canada (Canadian Hot 100)                | 12              |
| Cộng hòa Séc (Rádio Top 100)             | 22              |
| Đan Mạch (Tracklisten)                   | 23              |
| Châu Âu (Eurochart Hot 100)              | 14              |
| Phần Lan (Suomen virallinen lista)       | 7               |
| Pháp (SNEP)                              | 32              |
| Đức (GfK)                                | 16              |
| Hungary (Rádiós Top 40)                  | 2               |
| Ireland (IRMA)                           | 3               |
| Hà Lan (Single Top 100)                  | 60              |
| New Zealand (Recorded Music NZ)          | 9               |
| Russia (Tophit Weekly General Airplay)   | 24              |
| Scotland (OCC)                           | 11              |
| Slovakia (Rádio Top 100)                 | 5               |
| Thụy Sĩ (Schweizer Hitparade)            | 38              |
| Anh Quốc (OCC)                           | 6               |
| Anh Quốc R&B (OCC)                       | 1               |
| Hoa Kỳ Billboard Hot 100                 | 1               |
| Hoa Kỳ Adult Pop Airplay (Billboard)     | 24              |
| Hoa Kỳ Dance Club Songs (Billboard)      | 1               |
| Hoa Kỳ Hot R&B/Hip-Hop Songs (Billboard) | 41              |
| Hoa Kỳ Pop Airplay (Billboard)           | 2               |
| Hoa Kỳ Rhythmic (Billboard)              | 3               |

| Bảng xếp hạng (2007)                 | Vị trí |
| ------------------------------------ | ------ |
| Úc (ARIA)                            | 13     |
| Bỉ (Ultratop Flanders)               | 71     |
| Bỉ (Ultratop Wallonia)               | 83     |
| CIS (Tophit)                         | 69     |
| Đức (Media Control AG)               | 99     |
| Hungary (Rádiós Top 40)              | 34     |
| UK Singles (Official Charts Company) | 33     |
| US Billboard Hot 100                 | 10     |
| US Dance Club Songs (Billboard)      | 31     |
| US Rhythmic (Billboard)              | 34     |

## Chứng nhận
| Quốc gia | Chứng nhận  | Số đơn vị/doanh số chứng nhận |
| --- | ----------- | ----------------------------- |
| Úc (ARIA) | 3× Bạch kim | 210.000^                      |
| New Zealand (RMNZ) | Vàng        | 0*                            |
| Anh Quốc (BPI) | Vàng        | 400.000‡                      |
| Hoa Kỳ (RIAA) | 3× Platinum | 3,012,000^                    |
| * Chứng nhận dựa theo doanh số tiêu thụ. ^ Chứng nhận dựa theo doanh số nhập hàng. ‡ Chứng nhận dựa theo doanh số tiêu thụ và phát trực tuyến. |             |                               |

## Lịch sử phát hành
| Vùng     | Ngày                | Định dạng                     | Tham khảo |
| -------- | ------------------- | ----------------------------- | --------- |
| Mỹ       | 23 tháng 1 năm 2007 | Top 40 radio Mainstream radio | [ 43 ]    |
| Mỹ       | 20 tháng 2 năm 2007 | Rhythmic contemporary         | [ 43 ]    |
| Toàn cầu | 27 tháng 2 năm 2007 | Digital download (EP)         | [ 44 ]    |
| Đức      | 16 tháng 3 năm 2007 | CD single                     | [ 45 ]    |
| Anh      | 19 tháng 3 năm 2007 | CD single                     | [ 46 ]    |
| Pháp     | 4 tháng 6 năm 2007  | CD single                     | [ 47 ]    |